# Obruchevichthys gracilis
L’obruchevittide (Obruchevichthys gracilis) è un tetrapode primitivo estinto, vissuto nel Devoniano superiore (circa 365 milioni di anni fa). L'unico resto conosciuto, una mandibola, è stato rinvenuto in Lettonia.

## Tetrapodi primitivi
L'esemplare fu in origine attribuito a un pesce crossopterigio; dopo la descrizione del tetrapode primitivo Elginerpeton avvenuta negli anni '90 ad opera di Per Ahlberg, divenne chiaro che Obruchevichthys doveva essere anch'esso una sorta di tetrapode, dal momento che le mandibole dei due animali si assomigliavano moltissimo. Elginerpeton e Obruchevichthys anticipano i successivi tetrapodi devoniani di circa 5 – 8 milioni di anni. Per questo motivo, e per il fatto che entrambi condividono caratteristiche uniche, molti paleontologi sono convinti che questi due tetrapodi potessero rappresentare una radiazione evolutiva che si differenziò prima dello sviluppo dei tetrapodi successivi, come Ichthyostega e Acanthostega.